# Agylla rubrofasciata
Agylla rubrofasciata là một loài bướm đêm thuộc phân họ Arctiinae, họ Erebidae.